# Lindsaea andamanica
Lindsaea andamanica là một loài dương xỉ trong họ Lindsaeaceae. Loài này được R.D.Dixit & B.Ghosh mô tả khoa học đầu tiên năm 1983.
Danh pháp khoa học của loài này chưa được làm sáng tỏ. 